# Charles Gavard
Jacques-Dominique-Charles Gavard (* 9. August 1794 in Paris; † 14. Juni 1871 in Versailles) war ein französischer Ingenieur, Kunsthistoriker, Kupferstecher und Verleger sowie ein enger Freund von Frédéric Chopin.

## Leben
Gavard begann 1810 ein Studium an der École polytechnique und erfand 1826 den sogenannten Diagraphen, eine Art Zeichenmaschine. Damit konnte durch eine besondere Vorrichtung ein anvisierter Punkt in perspektivischer Projektion auf das Papier übertragen werden. Die Erfindung fand sogleich große Verbreitung, so bei dem Maler Wilhelm Hensel. Dessen Frau Fanny Hensel, die Schwester von Felix Mendelssohn Bartholdy, schrieb am 23. Juli 1835 aus Paris an ihre Mutter Lea Mendelssohn Bartholdy, Hensel lasse gerade eine Zeichnung „durch Gavard stechen, mit dessen Maschine ist das eine Arbeit v. 4–5 Tagen (er ist beinahe fertig) und eine sehr geringe Ausgabe v. circa 80 francs.“
Bekannt wurde Gavard außerdem durch die Herausgabe der zahlreichen Kupferstiche der königlichen Gemäldegalerie im Schloss Versailles, einer Edition, die im Laufe der Jahre auf 11 Bände anwuchs.
Chopin erwähnt „die Gavards“ erstmals im Dezember 1845 gegenüber seiner Familie. In einem am 6. Januar 1848 beendeten Brief schreibt er: „Gavard hat mir für Ludwika [Chopins Schwester] seine Zeichnungen gegeben“, und wiederholte am 10. Februar: „Die Versailler Galerie ist von Gavard für Ludwika.“
Zu Gavards Freundeskreis gehörte auch der Theaterkritiker Jules Janin.

## Familie
Gavard heiratete am 25. Juni 1823 in Zabern Thérèse Goetz (* 1805 in Zabern; † 26. Mai 1854 in Paris), mit der er drei Kinder hatte:
- Élise-Thérèse Gavard (* 19. Juni 1824 in Zabern; † 21. September 1900 in Sains-en-Amiénois), Klavierschülerin von Chopin, der „Mademoiselle Elise Gavard“ 1845 die Erstausgabe seiner Berceuse Des-Dur op. 57 widmete.[5] Das im Sommer 1844 in Nohant entstandene Autograph trägt die Aufschrift: „A Mademoiselle Elise Gavard / son vieux professeur et ami / Chopin.“ (Für Frl. Elise Gavard / Ihr alter Lehrer und Freund). Das Original war nach Auskunft des Chopin-Biographen Moritz Karasowski noch 1883 in ihrem Besitz.[6] Möglicherweise wurde die Berceuse („Wiegenlied“) von der damals zweijährigen Tochter der Sängerin Pauline Viardot-Garcia inspiriert, der späteren Sängerin und Komponistin Louise Héritte-Viardot, deren Mutter im Sommer dieses Jahres auf Reisen war, während ihr Kind von der befreundeten Elise Gavard betreut wurde. Daneben versah Chopin das 1841 entstandene Autograph seines f-Moll-Walzers op. 70 Nr. 2 mit der Widmung „à Mlle Elise Gavard“. Er erschien erst 1855 posthum im Druck. Im Regelfall widmete Chopin einem Menschen nur ein Stück; Elise Gavard ist eine seltene Ausnahme mit den zwei Widmungen.
- Charles-René Gavard (* 9. Juni 1826; † 11. Juli 1893 in Paris). Er verfasste umfangreiche, heute verschollene Erinnerungen an die letzten Monate in Chopins Leben, die er den Chopin-Biographen Moritz Karasowski und Friedrich Niecks zur Verfügung stellte. Später wurde er ein erfolgreicher Diplomat und arbeitete im französischen Außenministerium.
- Georges-Albéric-Guisiain Gavard (* 17. Februar 1838; † 1907).

## Werke

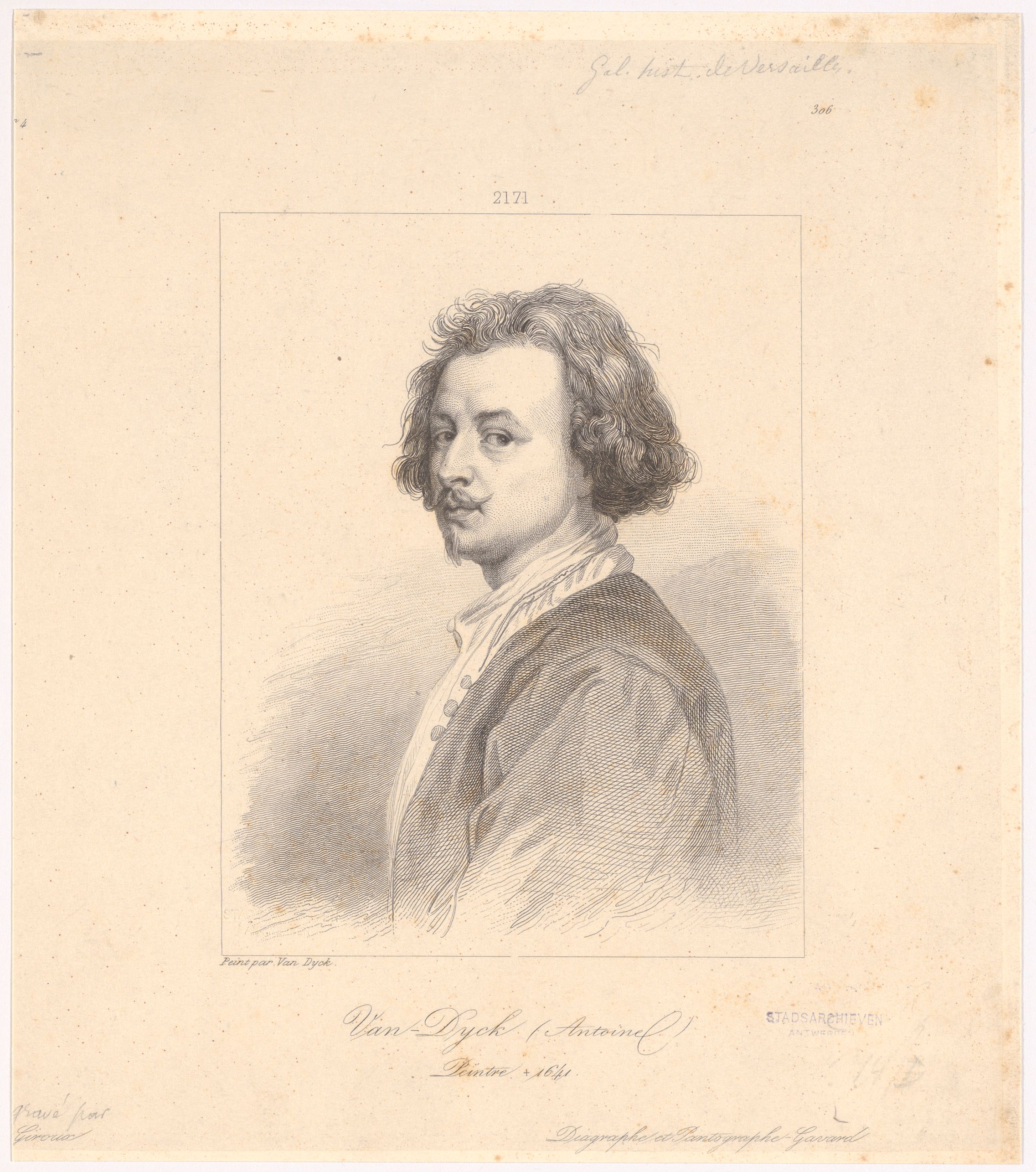
Van Dyck, Anthony (1599–1641), Charles Gavard, Felixarchief, 12 9271

- Notice sur le diagraphe, Paris 1831 (Digitalisat in der Google-Buchsuche); 5. Aufl. 1834; 6. Aufl. 1839.
- Galeries historiques des Versailles, 11 Bände, Paris 1838–1849 (mit 1200 Kupferstichen) (alle Digitalisate in der UB Münster)